# Vlachova vila
Vlachova vila je jednopatrová vila na rohu ulic Kozelkova a Smetanova v Chlumci nad Cidlinou. Společně s Kozelkovou vilou tvoří dvojici honosných novorenesančních obytných domů v centru města. Od roku 1992 je Vlachova vila kulturní památkou.

## Historie
Vila pochází z roku 1900 pro kulturního technika a geometra ing. Antonína Vlacha, který zde nejen bydlel, ale měl zde i kancelář, která v chlumeckém okrese prováděla meliorační práce. Po několika letech vilu prodal a odstěhoval se do Prahy, nový vlastník ji pronajal poštovnímu úřadu, který zde sídlil až do roku 1932. Roku 1992 byla vila prohlášena za kulturní památku.

## Popis
Vila byla postavena v neorenesančním slohu. Nápadný je nárožní věžovitý nakoso postavený arkýř zakončený lucernou a obklopený dvěma mělkými rizality vyvrcholenými volutovými štíty. Směrem do Kozelkovy ulice je v prvním patře sloupová lodžie. Štukové omítky jsou původně zlatě okrové a doplněné malovanou a štukovou výzdobou (z malované výzdoby se dochovala jen torza). V interiéru lodžie jsou dosud viditelné figurální i ornamentální malby spíše horizontálního charakteru s národně obrozeneckým podtextem.

## Galerie

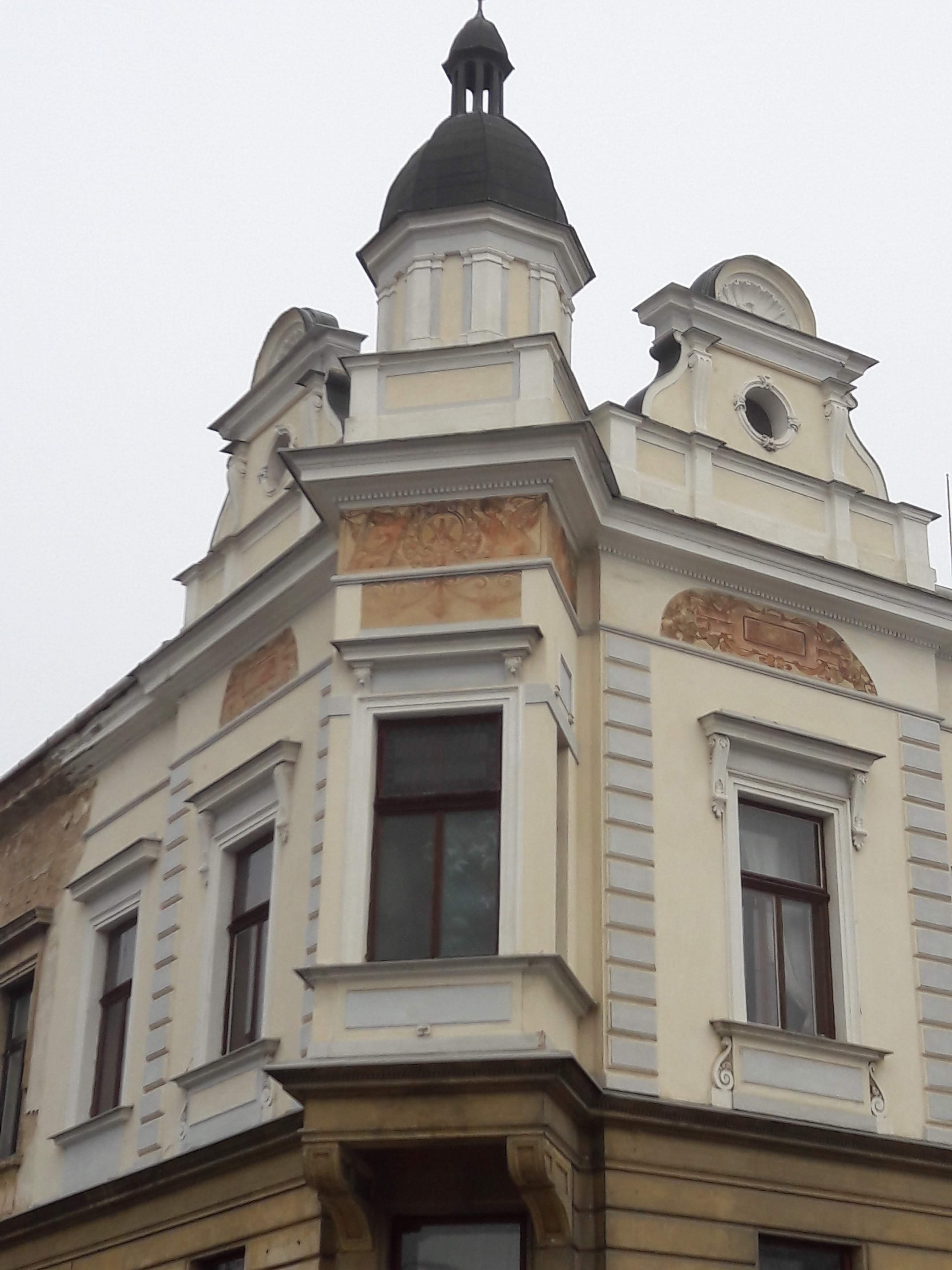
Detail arkýře s lucernou a malovanou výzdobou
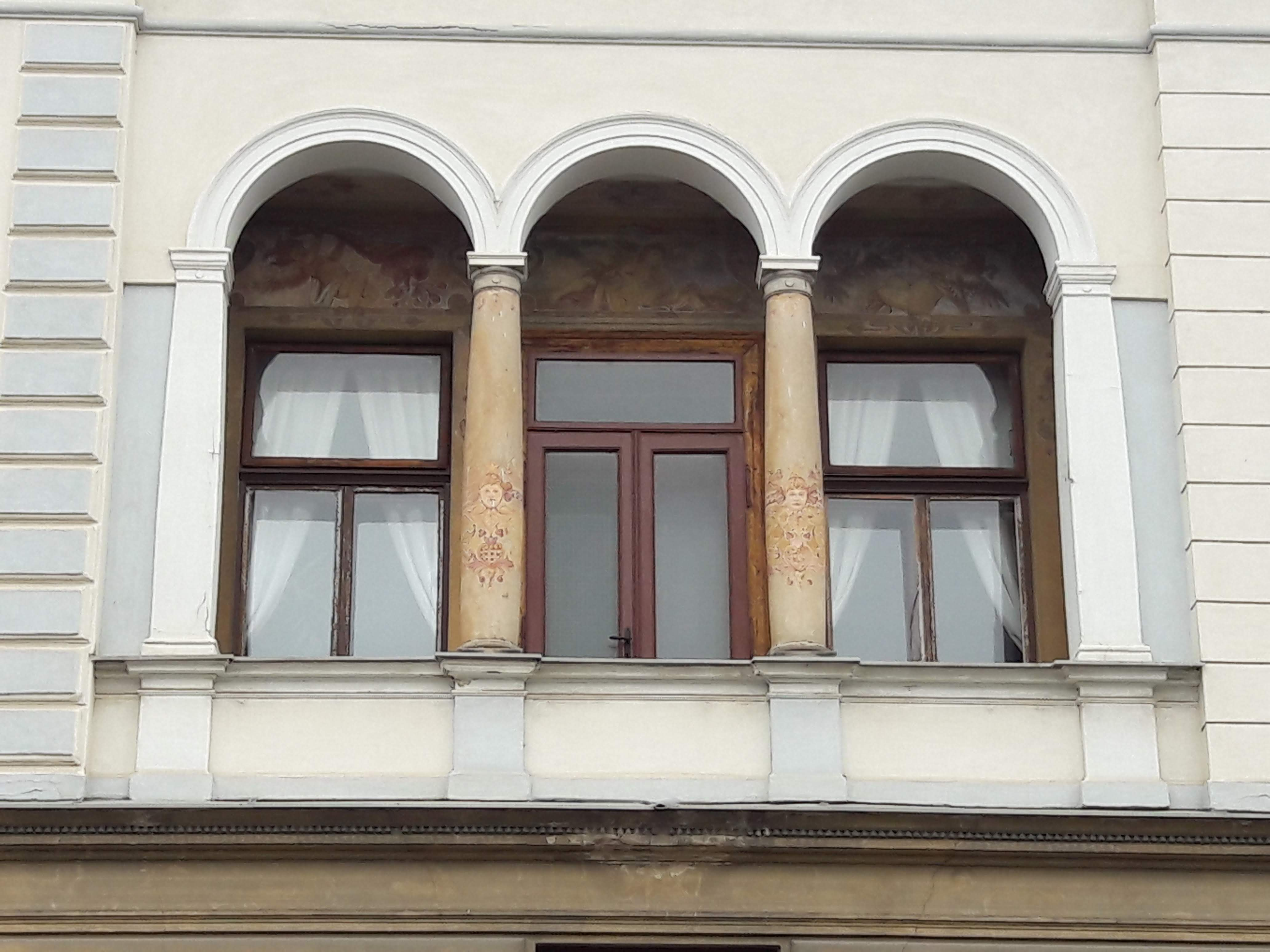
Detail lodžie s malovanou výzdobou